# Nekane San Miguel
Miren Nekane San Miguel Bergaretxe (Mondragón, 1953), más conocida como Nekane San Miguel, es una jueza española. Actualmente es magistrada de la Audiencia Provincial de Vizcaya en la Sala 4.ª de lo Penal.

## Biografía
Nekane San Miguel se licenció en Derecho y empezó a trabajar de abogada en 1976, primero en Éibar y luego en Mondragón. En 1991 empezó a trabajar como jueza, después de aprobar las oposiciónes y pasar por la Escuela Judicial de Barcelona.
Como jueza estuvo en Galicia y en Tolosa. En 1997 empezó a trabajar en el Juzgado de lo Penal. Desde el año 2000 es Magistrada de la Audiencia Provincial de Vizcaya, en la 4.ª Sala.
En 2010, estaba entre las mejor situadas para el relevar a María Victoria Cinto en la presidencia y contaba con el respaldo de la vocal en el Consejo General del Poder Judicial del PNV Margarita Uría.
Colabora con Juezas y jueces para la Democracia y en muchas ponencias.

### Euskera
Nekane San Miguel ha trabajado mucho a favor del euskera en la Administración de Justicia. De las pocas sentencias en euskera, muchas son de Nekane San Miguel. Ha denunciado muchas veces que el euskera no ha progresado en la justicia y que hay muchos obstáculos.
Además participa con varios medios en euskera, analizando la situación del euskera y la justicia.

### Conflictos
En 2004 la Fiscalía puso una querella contra los magistrados Ruth Alonso, Edorta Josu Herrera y Nekane San Miguel, a quienes acusó de haber incurrido en un delito de prevaricación, al rebajar la pena de prisión impuesta a un maltratador a una multa, al no aplicar la última reforma legal acometida en septiembre de 2003.
Desde Juezas y jueces para la Democracia en Euskadi se aseguró que el fiscal tendría que haber presentado un recurso de amparo y que, al margen del error, que existió, había un intento de "persecución" contra los tres magistrados. Diversas personalidades políticas, entre ellas Rafa Larreina de Eusko Alkartasuna, criticaron a la Fiscalía y denunciaron que había un intento de establecer el pensamiento único, también en el mundo de la Judicatura, lo que calificaron de muy peligroso.
El sindicato ERNE también criticó a San Miguel cuando citó como testigos a varios ertzainas en vacaciones. Nekane San Miguel defendía que decidir sobre la libertad provisional de una persona era una cuestión más importante, lo que fue apoyado por Juezas y jueces para la Democracia.

## Publicaciones
- Cárcel y Derechos Humanos, 2003, Tercera Prensa Editorial S.A., ISBN 9788487303630.[11]